# Proprioseiopsis phaseoloides
Proprioseiopsis phaseoloides är en spindeldjursart som beskrevs av Denmark och Evans 1999. Proprioseiopsis phaseoloides ingår i släktet Proprioseiopsis och familjen Phytoseiidae. Inga underarter finns listade i Catalogue of Life.